# 藤の台団地

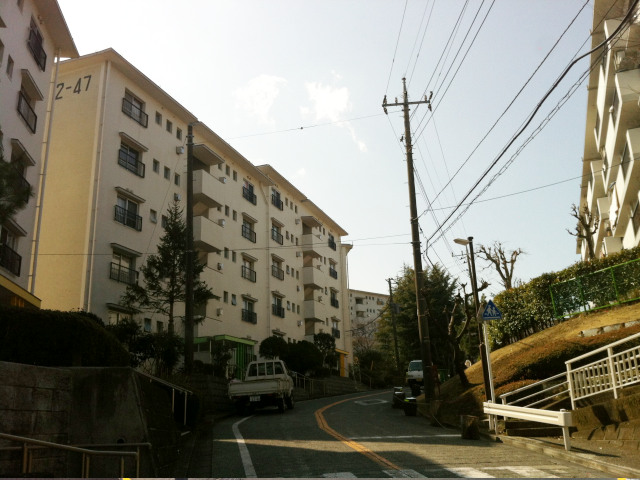
藤の台団地

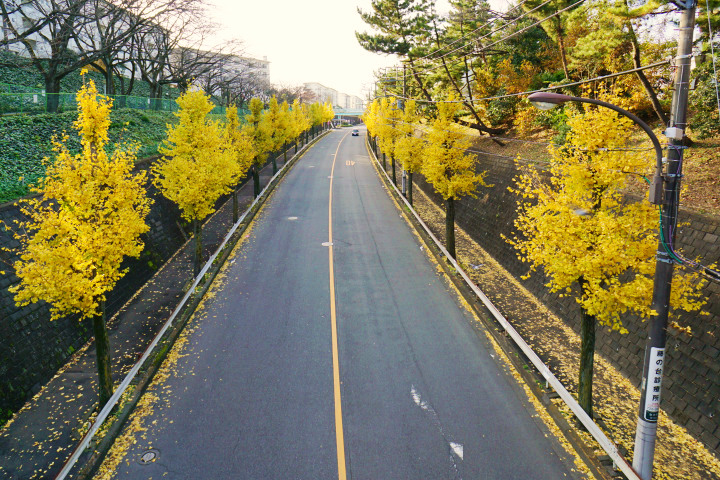
団地いちょう通り

藤の台団地（ふじのだいだんち）は、東京都町田市藤の台にある住宅団地（集合住宅）。日本住宅公団（現：都市再生機構）により公団住宅の大量供給期に建設された、一般賃貸・普通分譲型の団地である。

## 概要
首都圏の人口が爆発的に増える中、すぐ近隣の町田山崎団地と共に日本住宅公団により建設され、1970年（昭和45年）7月に入居を開始した。町田駅からの交通の便も良いことや、新宿まで1時間以内で行けることなどから、すぐに全室が埋まり約1万6千人が入居した。
町田市に多くある谷戸と台地が繰り返される土地に作られたため、団地内は急な坂や階段が非常に多い。公団住宅の建物の試案を兼ねて建設されたのか、山崎団地と同様に、他の団地では見られないデザインや間取りの棟が複数存在する。ほぼ平地である山崎団地よりも、整列していない棟が多く変化に富んだ配置になっており、建物の間が個性的な庭のようになっている箇所も多い。
複数の街区を道路で囲む「近隣住区論」に基づく設計思想が見られ、居住者以外の無用な通り抜け交通を防ぐ外周路の配置や、徒歩圏内で生活を賄う意図によって構造的に周辺地域と分離されている。その上、起伏が激しい藤の台団地では外周路に多くの法面（そのいくつかは断崖と言えるほどの斜面である）が設けられ、また一部が都市計画道路の予定地に接するなど、外周路を生活道路として共有する住宅開発が他の団地に比べて成され難い状況が続いており、これが建設当初からの景色を比較的に保ち、藤の台団地にコミュニティとしての一体感を醸成する一因となっている。
春休み期間中の「さくらまつり」、夏休み期間中の「盆踊り・夏祭り」は、近隣の他地区からも人出がありにぎわう。ただ、近隣の町田山崎団地や町田木曽住宅（東京都住宅供給公社）での夏祭りがあると、そちらに人が取られる傾向がある。
分譲住宅である2街区は、藤の台団地2街区住宅管理組合による自主管理となっている。築年数が50年以上経過しているが、UR管理の1・3街区（賃貸）に比べ、外壁の塗装更新や清掃・補修・その他整備が頻繁に行われているため、築年数に対して高い強度など綺麗で良好な状態を保っている。また、転居等により物件が不動産会社などから販売されると、すぐに次の居住者が現れるなど、他の団地に比べて空き家も比較的少なくなっている。
団地入居40周年を迎えた2010年の夏祭りでは初の記念コンサートが開催され、坂田稔クインテットによるジャズ演奏と水前寺清子のコンサートがそれぞれ2公演行われたほか、入居40周年記念の記念誌が製作された。
少子高齢化による家庭構成員（いわゆる家族）の減少などがあり、団地内の総人口も約4.5千人ほどに落ち込んでいる（2024年現在）。子供の転居や家族の死別などによるお年寄りの一人暮らしも多い。また町田駅周辺などの発展の影響もあり、団地商店街は空きが目立つようになっている。

### 地名の由来
地名の由来は諸説あり、初代市長の青山藤吉郎が藤の台団地周辺の土地を所有していたことから、苗字の「藤」を採ったという説と、地区内に藤の木があったので付けたという説がある。

## 団地構成

### 住棟
商店街を除く、全棟が5階建ての中層階段室型住棟（エレベーター設置なし）で、総戸数は賃貸2,227戸、分譲1,199戸。1・3街区は賃貸で2DKと3DKがあり、前述のとおり様々なデザインの建物・間取りが存在する。3DKで一般的なタイプの棟（ベランダが2戸毎に分かれているもの）と2街区（分譲住宅）は基本的に同じ建物構造・部屋構成(3DK)だが、台所が約6帖で賃貸棟（約3帖）より広くなっており、また風呂とトイレの間に洗面室があるため、階段側から見ると小窓が一つ分多くなる。分譲棟・賃貸棟共に、近年リニューアルされた物件の多くは台所と隣り合う6帖の部屋をリビングに改装している(2LDK)。分譲棟では一部増築された棟があり、ベランダ側に2部屋分を追加した形となっている。この増築に関しては2街区全棟が対象であったが、増築が不要である家庭も多かったほか、全居住者の合意が必要だったため、実際には一部の棟のみが実施された。これに際し、一部で住居の交換も行われている。

#### 住所
近隣の鶴川団地や小山田桜台団地とは異なり、藤の台団地では1･2街区が所在する本町田ならびに3街区の所在する金井町においては長らく地番整理や住居表示は実施されず、居住する棟や部屋によって地番が複雑に入り混じっていたほか、住所や地番の表記も長くなっていた。そのため、公的な場合以外では住所の表記を略すことが多かった。例えば、住所の正式な表記が「東京都町田市本町田3133番地の5 藤の台団地2街区70号棟206号室」の場合、地番を完全に省略し「東京都町田市藤の台団地2-70-206」としてきた。
そうしたことから、市では以前から計画していた金井町の住居表示実施にあわせて、藤の台団地の全街区も含めて2020年7月25日に住居表示を行うことになり、1街区は藤の台一丁目に、2街区は藤の台二丁目に、3街区は藤の台三丁目に住所変更され、全街区が住居表示実施区域となった。

#### 1街区
- 1-1〜1-48
  - URの賃貸住宅。住所は藤の台一丁目1番（住居表示実施前は本町田3486など）など。
  - 最寄のバス停留所は、多くが「藤の台団地」。一部「本町田」が近い場所もある。
- 1-49〜1-56 （商店街）
  - 1-49号棟 - 商店入居スペースで、住居はない。
  - 1-50号棟 - 49号棟の向かいで、1階が店舗、2・3階が住居スペースとなっている。一般的には商店経営者が入居する。
  - 1-51号棟 - 藤の台団地バスターミナルに最も近い商店スペースで、半円形型をしている。住居スペースはない。中央に共同便所[注釈 1]を備える。
  - 1-52号棟 - その向かいにあり、51号棟を反転させたような半円形。りそな銀行・町田藤の台郵便局・URの管理事務所が入居している。
  - 1-53号棟 - 花屋のみのスペース。
  - 1-54号棟 - スーパーマーケット用スペース。サイカマート、チコマート、Aコープを経て、2025年7月よりビッグ・エーとワッツ（100円ショップ）が入居。かつてドラマの撮影に使われたことがある。
  - 1-55号棟 - 藤の台診療所。以前は入院施設もあったが、その後外来のみとなり、2024年6月末に一旦休院したが、同年12月に内科外来のみ再開。
  - 1-56号棟 - 保育所用スペース。草笛保育園が入居。2006年に園舎建て替えが行われた。

#### 2街区
- 2-1〜2-52
  - 現在は自主管理の分譲住宅。住所は藤の台二丁目2番（住居表示実施前は2-1、2-2、2-5〜2-13、2-30、2-31が本町田3133-5、その他は本町田3549-3など複数が入り混じっていた）。
  - 2-1〜2-13が「2街区の上のほう」、2-14〜2-35が「奥のほう」、2-37〜2-52が「下のほう」と呼ばれることがあるが、これらは階段状になっている藤の台の地形によるものである。
  - 最寄のバス停は、2-1〜2-35は「藤の台団地」、その他は「藤の台東」を利用することが多いが、「金井小学校入口」が最寄となる場所もある。
- 2-53・2-54
  - 2-53号棟 - 2街区集会所と、分譲の2街区管理組合事務所（藤の台住宅管理組合）の専用スペース。
  - 2-54号棟 - 藤の台歯科医院専用のスペース。

#### 3街区
- 3-1〜3-28
  - 一般的な賃貸住宅。住所は藤の台三丁目1〜3番（住居表示実施前は全体が金井町3133）。
  - 最寄のバス停は、3-1〜3-2、3-13〜3-21は「藤の台団地」、3-3〜3-12が「藤の台東」、3-22〜3-28は「薬師池」が近い。
  - 街区内に藤の台小学校と、街区北側に隣接して薬師中学校がある。

#### その他
後年、1街区の団地外周路に沿って戸建ての住宅が開発されているが、これらは藤の台団地とは無関係である。また、東京都住宅供給公社の藤の台団地建設が予定されており、一部が更地の状態で存在していたが、こちらも近年の計画変更に伴い戸建て住宅が建設された。
団地より鶴川方面に下った金井小学校入口停留所付近のダイハツ東京販売（旧汚水処理場跡地）と2つの貯水池、藤の台団地交番があるが、ここまでが藤の台団地内となる。但し、前述の住居表示実施に際してはダイハツ東京販売以外、藤の台には編入されず、金井一丁目交差点南東側の貯水池と交番は金井ヶ丘一丁目となった。

### 歩行者専用道路

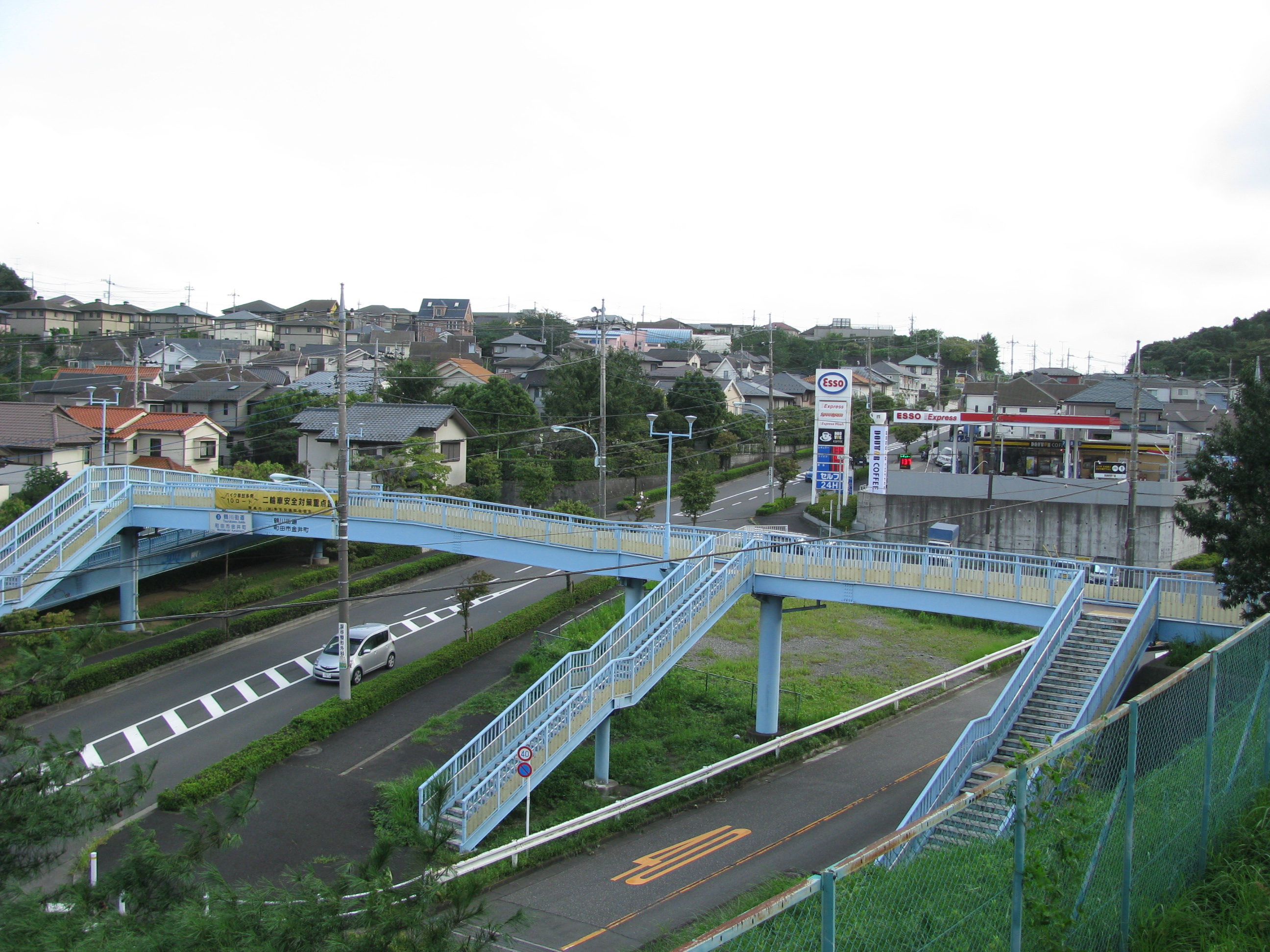
鶴川街道上に架かる「金井歩道橋」

- 近隣の多摩ニュータウンや町田山崎団地と同様に、車歩分離の施策として各街区を隔てる道路には歩行者が路面を横断することなく、互いの街区やショッピングセンターへ容易にアクセスできるよう、起伏を活かした歩行者専用のアンダーパスや歩道橋が設けられている。また、メインストリートのバス通り（団地いちょう通り）に架かる東西2本の歩道橋は、象徴的に街区を結びつけている。これと連なって団地内には住棟と緑地を回遊する歩行者専用道路が至る所を巡り、起伏に富んだ地形と相まってこの団地を特徴づけているが、近年の駐車場増設に伴い、緑地とともにこれらの歩道のいくつかが姿を消している。
- 金井小学校の開校時に、藤の台小学校へ通っていた2街区（2-1～2-13号棟を除く）の児童が大挙して編入することになった為、通学路を確保する目的で、1978年に2街区東側の法面から旧鶴川街道上へ金井歩道橋が整備された[注釈 2]。1996年には都道3号世田谷町田線（鶴川街道）新道の供用開始[6]に伴い、歩道橋が延長されている。

## バス

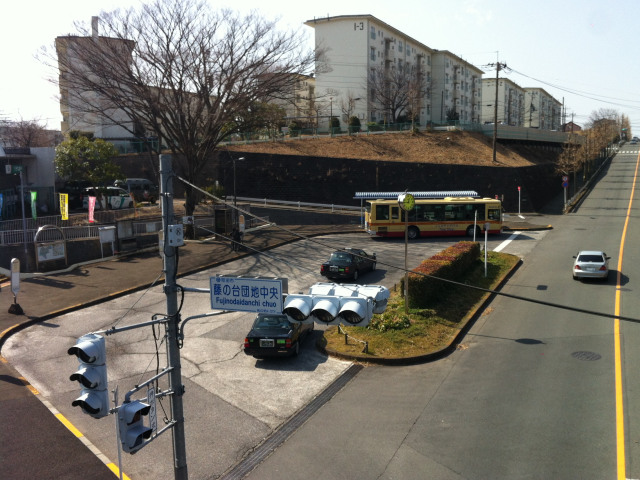
藤の台団地バス停

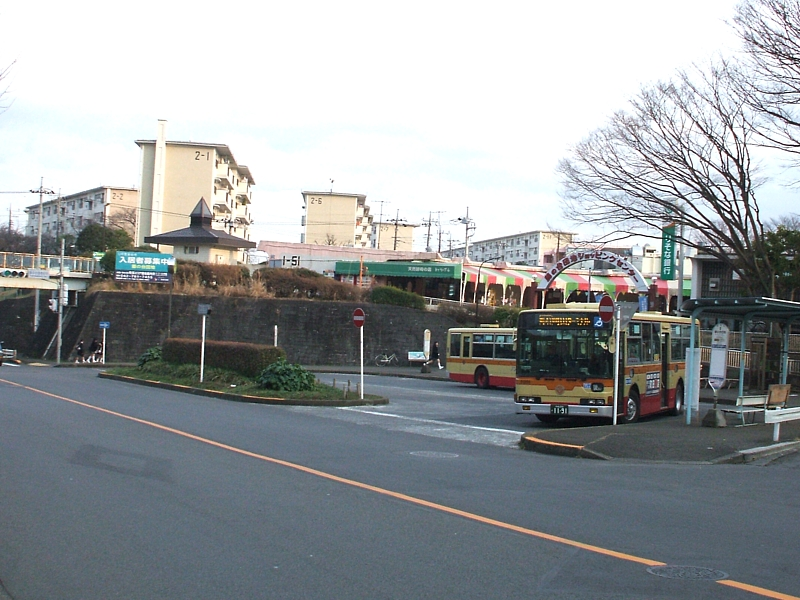
藤の台団地バス停と商店街「藤の台団地ショッピングセンター」

### 藤の台団地停留所
神奈川中央交通が運行する。主に町田営業所が担当、ただし古03系統のみ多摩営業所が担当。
かつてはロータリー内に4番乗り場が存在し、町42系統（急行・町田TM･BC～藤の台団地線）が発着していたが、2016年5月30日のダイヤ改正による路線廃止とともに撤去された。また、町50・町54系統は以前まで町田駅（小田急線北口）発着だったが、2017年3月21日のダイヤ改正で町田バスセンター発着に変更され、町41系統と同一経路を走行するようになったことから、町田行きの便は2番乗り場から1番乗り場に発着が変更された。
| 1番のりば      |                              |                                                          |
| 町41 町50 町54 | 市立博物館前・町田郵便局前   | 町田バスセンター 行 （町41は朝晩以外町田ターミナル行き） |
| 2番のりば      |                              |                                                          |
| 町37           | 木曽中原・市民病院前         | 町田バスセンター 行                                      |
| 古03           | 山崎団地センター・境川団地   | 古淵駅 行                                                |
| 3番のりば      |                              |                                                          |
| 町50           | 【買物バス】金井・鶴川駅     | 鶴川団地 行                                              |
| 町54           | 金井                         | 鶴川駅 行                                                |
| 道路反対側     |                              |                                                          |
| 町37           |                              | やくし台センター 行                                      |
| 町61           | 【深夜バス】やくし台センター | 野津田車庫 行                                            |

- 早朝深夜を除いて、タクシー（神奈中・小田急交通）の待機場所としても使用される。

### 他地区から
藤の台団地停留所を経由する系統のみ記載
- 町田駅から
  - 町田ターミナル3番乗り場（町41のみ）・町田バスセンター11番乗り場から、[町41] 藤の台団地行、[町50] 鶴川団地行、[町54] 藤の台団地経由鶴川駅行で、バスセンターから約15分。日中約15分間隔で運行。
  - 町田バスセンター6番乗り場から、[町37] やくし台センター行で約20分。
- 町田駅（深夜バス）
  - 町田バスセンター2番乗り場から、[町61] 深夜バス・藤の台団地経由野津田車庫行、平日24:18発。
- 鶴川駅から
  - 鶴川駅1番乗り場から、[町50][町54] 藤の台団地経由町田バスセンター行で約15分。日中約30分間隔で運行。
- 古淵駅から
  - 古淵駅1番乗り場から、[古03] 藤の台団地行で約15分。但し土曜のみ日中の運行がない。
- 境川団地・山崎団地センターから
  - [古03] 藤の台団地行が運行されている。但し土曜のみ日中の運行がない。
  - [町61] 野津田車庫行（深夜バスのみ運行）

## 近隣施設

### 団地内
- 藤の台団地ショッピングセンター（団地商店街）
  - ビッグ・エー町田藤の台団地店
  - りそな銀行本町田出張所（かつては有人店舗だったが、現在はATMのみ設置）
  - 町田藤の台郵便局
  - 藤の台診療所
- 藤の台団地歯科
- 藤の台団地名店街（団地商店街）
- 草笛保育園
- 開進幼稚園
- 開進こども園
- 藤の台幼稚園
- 町田市立藤の台小学校
- 町田市立薬師中学校
- 町田警察署藤の台団地交番

### 団地外
- 町田山崎団地・町田木曽住宅

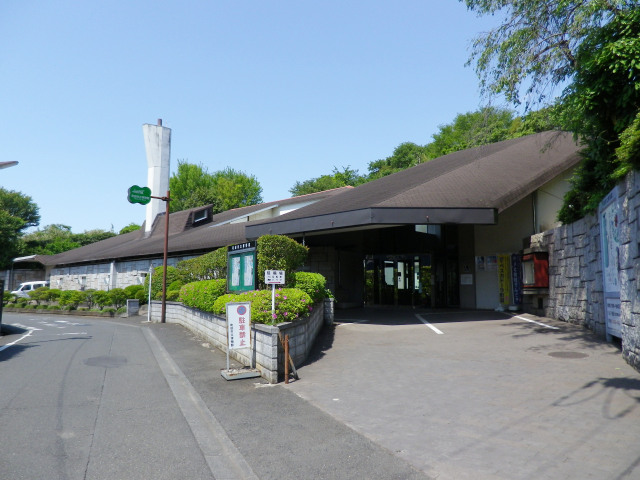
旧町田市立博物館

- 山崎団地名店街・木曽団地名店街（団地商店街）
- 町田市立金井小学校
- 町田市立金井中学校
- 町田薬師池公園 四季彩の杜
  - 町田リス園
  - 薬師池公園
  - 西園・ウェルカムゲート
  - 町田えびね苑
- 日向山公園
  - 藤の台球場
  - 子ども創造キャンパスひなた村
- 本町田遺跡公園
- 旧町田市立博物館（設計は山口文象。町田駅前再開発の実施設計も手掛けている）
- その他、コンビニエンスストア、スーパーマーケット、ドラッグストア、医療施設等が多数ある。

## 遺跡
1966年（昭和41年）、日本住宅公団によって本町田地域の大規模団地開発が発表され、町田市はその計画地域の遺跡発掘調査に着手した。調査は立正大学考古学研究室が中心となり、1967年（昭和42年）7月から1968年（昭和43年）4月まで行われ、このとき発掘された13の地点は本町田遺跡群（A〜M地点）と呼ばれる。これらは主に縄文時代早期〜中期に属し、多くが藤の台団地敷地内に含まれるが、このうちA地点（縄文前期および弥生中期の集落跡の複合遺跡）は本町田遺跡公園として整備、保存された（平成4年より東京都指定文化財）。
同遺跡群B地点にあたる日向山斜面では、団地入居開始当初、縄文土器の大小破片が地面に露出した様子が見られ（特に雨後の翌朝）、その採集を目的に公園付近を散策する住民によって石器（握斧）が見つかることもあった。団地に隣接する町田市立博物館（当時は町田郷土資料館）では、住民から持ち込まれた出土品の鑑定に応じた。

## 関連人物
アナウンサーの笠井信輔が居住していた。笠井は薬師中学校の生徒会長であった。また、笠井の母親は旧本町田東小学校の校歌を作詞している。
俳優の小林稔侍が過去に居住していた。小林はこの団地に相当な思い入れがあり、転居して長年経つにもかかわらず時々車で訪れると話している。『はなまるマーケット』にゲスト出演した時に、プライベート写真を紹介するコーナーのためにわざわざ藤の台を訪れ、団地の建物や日向山公園（外周道路南側の広いグラウンドの公園）を撮影し、出演時に紹介し説明をしていた。